# Taxidermia
Taxidermia je maďarský film z roku 2006, který režíroval György Pálfi. Film je založen na motivech povídek spisovatele Lajose Parti Nagyho a byl natočen v koprodukci Maďarska, Rakouska a Francie.
Film je metaforou společenských a politických dějin Maďarska od druhé světové války až po současnost a obsahuje prvky surrealismu, černé komedie a body horroru. Film vypráví příběh tří generací mužů z Maďarska: důstojnického sluhy za druhé světové války, sportovního jedlíka během studené války a vycpavače zvířat v moderní kapitalistické době.

## Děj
Film je rámován maďarským, do angličtiny překládaným proslovem na vernisáži. „Když něco končí, je důležité i to, jak to začalo.“
Příběh tří generací začíná za druhé světové války na odlehlém maďarském vojenském postu, kde Vendel Morosgoványi vede bídnou existenci jako sluha poručíka Balatonyho. Vykonává manuální práce a spí v nevytápěné chatě vedle latríny. Často uniká do říše erotických fantazií. 
Jednoho dne Morosgoványi kopuluje s půlkou zabitého prasete a přitom, jak se zdá, silou své extrémní imaginace oplodní poručíkovu manželku. (Nejednoznačná sekvence, v níž se střídají obrazy zabitého prasete, tlusté poručíkovy ženy a jejích mladých dcer, dovoluje různé výklady. Není úplně jasné, k čemu vlastně došlo.) Ráno poručík přistihne Morosgoványiho spícího v neckách a na místě jej zastřelí. Po nějaké době se narodí Kálmán Balatony, tlustý chlapeček s (promptně amputovaným) prasečím ocáskem.
Kálmán vyroste ve vrcholového sportovce, reprezentanta Maďarska ve sportovním jedení. Tato disciplína, v níž excelují Sověti a Bulhaři, není dosud uznána za olympijský sport. Náplní Kálmánova života jsou sportovní utkání, tvrdý trénink a soupeření o jedlici Gizi s kolegou sportovcem. Po nešťastném sportovním úrazu (zablokovaná čelist) na sportovních hrách sovětského bloku se Kálmán ocitne v nemocnici. Krátce nato následuje svatba s Gizi, na níž mu kolega ještě na poslední chvíli manželku svede.
Gizi porodí syna Lajose. V kontrastu s majestátními těly obou rodičů je Lajos bledý a vyhublý. Když dospěje, pracuje jako preparátor zvířat. Když nepracuje ve své vycpavačské prodejně nebo nepokračuje v marných pokusech najít si děvče, nakupuje Lajos potraviny pro svého otce Kálmána. Toho opustila manželka a ztloustl tak obludně, že už nemůže opustit křeslo ve svém malém bytě. Kálmán, který vykrmuje své obrovské kočky máslem, aby z nich udělal přebornice v jedení, má pro svého neduživého syna jen pohrdání: „Já jsem tvrdě makal! Svůj úspěch jsem si vydřel! Co ty mi budeš vykládat, vejškrabku? Po mně pojmenovali techniku zvracení!“ Syn, jenž už nemůže urážky vydržet, práskne dveřmi a uteče.
Když se druhý den vrátí, zjistí, že hladové kočky unikly ze špatně zavřené klece a sežraly otci vnitřnosti. Lajos, který už nemá proč žít, vycpe jak svého otce, tak kočky, pak připojí své tělo do podomácku zhotoveného chirurgického stroje a s pomocí sedativ a léků proti bolesti si začne odstraňovat vnitřní orgány. Nakonec sám sebe zašije a spustí mechanismus, který mu uřízne hlavu. Torzo těla společně s otcem a kočkami je pak vystaveno pro snobské publikum na vernisáži ve vídeňském MuseumsQuartier.